# (13411) OLRAP
(13411) OLRAP es un asteroide perteneciente al cinturón de asteroides, descubierto el 31 de octubre de 1999 por Pierre Antonini desde el Observatorio Astronómico de Bédoin, Bédoin, Francia.

## Designación y nombre
Designado provisionalmente como 1999 UO7. Fue nombrado por OLRAP, la Orquesta Lírica de la Región de Aviñón Provenza, que fue fundada en Aviñón en 1982. El descubridor eligió este nombre también en honor a su esposa, Marie-Françoise, quien toca los timbales en esta orquesta.

## Características orbitales
OLRAP está situado a una distancia media del Sol de 2,649 ua, pudiendo alejarse hasta 3,149 ua y acercarse hasta 2,149 ua. Su excentricidad es 0,189 y la inclinación orbital 12,717 grados. Emplea 1575,02 días en completar una órbita alrededor del Sol.

## Características físicas
La magnitud absoluta de OLRAP es 14,41. Tiene 5,385 km de diámetro y su albedo se estima en 0,127.